# Johann Peter Abesch
Johann Peter Abesch (Ettiswil, 15 agosto 1666 – Sursee, 1740) è stato un pittore svizzero.

## Biografia
Padre di Anna Maria Barbara Abesch e appartenente a una famiglia di artisti del vetro, ne è considerato l'esponente più importante, avendone elevata l'attività a vero e proprio genere artistico. Fu anche pittore di oli: dipinse ritratti e scene mitologiche, religiose, allegoriche e di genere, alcuni dei quali ora di proprietà del Municipio di Sursee.